# Lőrinczy Éva
Lőrinczy Éva (Békéscsaba, 1933. február 9. – Kecskemét, 2002. szeptember 26.) magyar színésznő.

## Életpálya
Leginkább a vidéki szinésznők életét élte, Kecskemétre, Debrecenbe többször visszatért, mindössze öt évadot játszott Budapesten.
Kecskeméten lépett először színpadra. 1954-ben Az Állami Déryné Színház tájelőadásain a Ludas Matyiban egy lány szerepét alakította. 1959-ben végezte el a Színházművészeti Akadémiát. Pályáját a debreceni Csokonai Színházban kezdte. 1958-ban a Tisztességtudó utcalány című darab címszereplőjeként Latinovits Zoltán volt a partnere. 1960-tól Békéscsabán játszott. 1963-ban az egri Gárdonyi Géza Színházhoz szerződött, de játszott a miskolci Nemzeti Színházban is. 1969-72-ben és később 1976-81 között a Szegedi Nemzeti Színház tagja volt. 1973-76-ban ismét a debreceni Csokonai Színházhoz szerződött. 1977-78-ban a Békés Megyei Jókai Színházban játszott. 1980-85 között a Budapesti Gyermek Színház tagja volt. 1986-tól 2002-ig ismét a kecskeméti Katona József Színház tagja (pályáját is ott kezdte). Pályája során előfordult, hogy többször találkozott egy darabbal, például Örkény István Macskajáték c. drámájában előbb Ilust, majd később a főszereplő Gizát is megformálhatta, de Tennessee Williams: A vágy villamosában eljátszhatta Stellát illetve Blanche-ot is. Számtalan karakterszerepet és sok-sok zenés darab és prózai mű hősnőjét alakította. Fontosabb szerepei: Zilia (Heltai J.: A néma levente); Giza (Örkény I.: Macskajáték); Erzsébet (Schiller: Stuart Mária); Olympia (Molnár Ferenc: Olympia); Dr. Mathilde von Zahnd (Dürrenmatt: A fizikusok); Claire Zachanassian (Dürrenmatt: A milliomosnő látogatása) stb.

## Színházi szerepei
Állami Déryné Színház: 
- Fazekas Mihály – Móricz Zsigmond: Lúdas Matyi... egy lány

Békéscsaba, Békés Megyei Jókai Színház: 
- William Shakespeare: Szentivánéji álom... Hermia
- Benjamin Jonson: Volpone... Colomba
- Árgyilus királyfi... Tündér Ilona
- Eduardo De Filippo: Vannak még kísértetek... Armida, szomorú lélek
- Szűcs György: Elveszem a feleségem... Kelemen Judit
- Leo Fall: Pompadur... Madelaine
- Jókai Mór: A kőszívű ember fiai... Lánghy Aranka
- Kállai István: Kötéltánc... Éva
- Kertész Imre: Bekopog a szerelem... Irén
- Pavel Kohout: Ilyen nagy szerelem... Lida Matysova
- Leo Lenz: Az alkalmi férj... Helga Holm
- Jiří Brdečka: Limonádé Joe... Winnie, vadnyugati szőke szépség
- Mikszáth Kálmán: Noszty fiú este a Tót Marival... Noszty Vilma
- Molière: A képzelt beteg... Toinette, szobalány
- Lev Nyikolajevics Tolsztoj: Anna Karenina... Dolly, Oblonszkij felesége
- Ray Lawler: A tizenhetedik baba nyara... Pearl, pincérnő

Debrecen, Debreceni Csokonai Színház
- Illés Endre : Hazugok... Hanna, Takács professzor felesége
- A farkas kincse... Mária, a császár lánya
- Alekszej Nyikolajevics Arbuzov: Az Arbat meséi... Viktória
- Gian Paolo Callegari: Megperzselt lányok... Mimma
- Georges Feydeau: Bolha a fülbe... Lucienne Homenides de Histangna
- Heltai Jenő: A néma levente... Zília
- Nâzım Hikmet: Legenda a szerelemről... Szervináz
- Móricz Zsigmond: Légy jó mindhalálig... Bella kisasszony
- Németh László: Csapda... Natalja, Puskin felesége
- Örkény István: Macskajáték... Ilus
- J. B. Priestly: Veszélyes forduló... Freda
- Jean-Paul Sartre: Tisztességtudó utcalány... Lizzie
- Illés Endre – Vas István: Trisztán és Izolda... Volura, Izolda anyja
- Tennessee Williams : Orpheusz alászáll... Carol

Eger, Gárdonyi Géza Színház
- Vratislav Blažek: Karácsonyi vőlegény... Wagnerova
- Bertolt Brecht: Koldusopera... Lucy
- Dunai Ferenc: A nadrág... Berta
- Leo Fall: Sztambul rózsája... Desirée, Kondzsa Gül társalkodónője
- Fényes Szabolcs: Maya... Madelaine
- Gárdonyi Géza: Egri csillagok... özv. Mihókné
- William Somerset Maugham – Nádas Gábor – Szenes Iván: Imádok férjhez menni... Viktória
- Jókai Mór: A kőszívű ember fiai... Alphonsine
- Kállai István: Férjek a küszöbön... Zsuzsi
- Király Dezső: Az igazi... Cica
- Gyárfás Miklós: Kisasszonyok a magasban... Piroska, a szemtelen kisasszony
- Molnár Ferenc: Olympia... Olympia
- Friedrich Schiller: Don Carlos... Fountes grófnő
- Armand Salacrou: A Föld gömbölyű... Az utcalány
- Tennessee Williams: A vágy villamosa... Stella

Budapesti Gyermek Színház
- Valentyin Petrovics Katajev: Távolban egy fehér vitorla... Utcai énekesnő
- Kosztolányi Dezső: Édes Anna... Tatárné
- Képes Géza: Mese a halászlányról... Tündér
- Polgár András: Családi fénykép... Eszter
- William Shakespeare: Két veronai nemes... Lucetta, Júlia komornája

Kecskemét, Katona József Színház
- Agatha Christie: A vád tanúja... Christine
- Alekszandr Nyikolajevics Afinogenov: Kisunokám... Leloa
- Barabás Tibor – Gádor Béla: Állami Áruház... Soványné
- Bertolt Brecht: Koldusopera... Kocsma Jenny
- Friedrich Dürrenmatt: A fizikusok... Matilde doktornő
- Friedrich Dürrenmatt: A milliomosnő látogatása... Claire Zachanassian
- Guy Foissy: Krik ( Az öböl)... a nő
- Harold Pinter: Születésnap... Meg
- Jókai Mór: A kőszívű ember fiai... Antoinette
- Kálmán Imre: Csárdáskirálynő... Orfeumlány
- Alekszandr Jevdokimovics Kornyejcsuk: Ukrajna mezőin... Kilina
- Jacques Offenbach: Orpheusz... Postás angyal
- Örkény István: Macskajáték... Giza
- Friedrich Schiller: Stuart Mária... Erzsébet királynő
- William Shakespeare: Othello... Emília, Jágó neje
- Vaszilij Vasziljevics Skvarkin: Idegen gyermek... Zina
- Tennessee Williams: A vágy villamosa... Blanche
- Zágon István – Nóti Károly – Eisemann Mihály: XIV. René... I. Irina, Illyria királyasszonya

Miskolc, Nemzeti Színház
- Federico García Lorca: Bernarda Alba háza... Amelia
- Ralph Benatzky: Az esernyős király... Brigitte
- Darvas József: A térképen nem található... Fiatalasszony
- Karinthy Ferenc: Dunakanyar... Kávéfőző nő
- Frank Wedekind: Lulu... Ella
- Arthur Miller: Az ügynök halála... A nő
- Móricz Zsigmond: Nem élhetek muzsikaszó nélkül... Veronika, víg özvegy
- Sławomir Mrożek: Négyes... szereplő
- Sándor Iván: Tiszaeszlár... Huri Antalné

Szeged, Nemzeti Színház
- Abay Pál: Ne szóljatok bele!... Ilcsi
- Zelk Zoltán: Az ezernevű lány... Kopárszív
- Georges Feydeau: Zsákbamacska... Amendine
- Hervé: Nebáncsvirág... Corinna, színésznő
- John Kander – Fred Ebb: Kabaré... Kost kisasszony
- Madách Imre : Az ember tragédiája... Kéjhölgy
- Arthur Miller: Salemi boszorkányok... Mrs. Ann Putnam
- Molnár Ferenc: Doktor úr... Sárkányné
- Gerhart Hauptmann: Naplemente előtt... Paula, Wolfgang felesége
- Németh László: Az írás ördöge... Semmelweisné
- Carlo Collodi: Pinokkio... Tündér
- Eugène Scribe: Sakk-matt... Anna, angol királyné
- Szigligeti Ede: Liliomfi... Camilla